# Gonzalo García Vivanco
Gonzalo García Vivanco (ur. 25 grudnia 1981 w Guadalajarze) – meksykański aktor filmowy i telewizyjny, model, najbardziej znany jest jego udział w telenoweli W obronie honoru jako protagonista Flavio Gallardo, a także z telenoweli Verano de amor jako Mauro Villalba Duarte.

## Życiorys

### Wczesne lata
Urodził się w Guadalajarze. Dorastał z trzema braćmi: Juanem Cristóbalą, Pablo Ignacio i Marco oraz siostrą Natalią. Kiedy miał dziesięć lat, wraz z rodziną przeniósł się do Sewilli w Hiszpanii. Po roku powrócił do Guadalajary, gdzie spędził swoje dzieciństwo.
Uczęszczał do Liceo del Valle, gdzie brał udział w zajęciach teatralnych. Przez trzy lata studiował aktorstwo w Centro de Estudios y Formación Actoral (CEFAC), naukę kontynuował w CasAzul. Podczas pobytu w Hiszpanii pracował jako kelner, a także w public relations i jako model.

### Kariera
Debiutował na małym ekranie w telenoweli Nowa miłość (Un nuevo amor, 2003) w roli Pablo de la Vega Montoya. W komedii krótkometrażowej Go Home (2007) zagrał główną rolę Manuela. W 2008 roku wystąpił na scenie w sztukach: La lámpara verde w Teatro Barlovento i Trainspotting.
W 2011 roku pojawił się w teledyskach: „Eres un mamón” w wykonaniu Amandititita oraz jako Eduardo w „¡Corre!” w wykonaniu duetu Jesse & Joy. Wystąpił w podwójnej roli Juana Pablo Reyesa i Daniela Arambuli w telenoweli Relaciones Peligrosas (2012). Był też gospodarzem programu E! Entertainment Zona Trendy o stylu życia, modzie i wydarzeniach kulturalnych w Meksyku.
Od lutego 2009 do lutego 2010 był związany z Karlą Souzą.

## Nagrody i nominacje
| Rok  | Nagroda                   | Kategoria                               | Rola                                                   | Tytuł                 | Rezultat  |
| ---- | ------------------------- | --------------------------------------- | ------------------------------------------------------ | --------------------- | --------- |
| 2009 | People en Español         | Najlepszy aktor / Aktor młodzieży       | Mauro Villalba Duarte                                  | Verano de amor        | Nominacja |
| 2010 | Premios TVyNovelas        | Najlepszy młody aktor                   | Mauro Villalba Duarte                                  | Verano de amor        | Nominacja |
| 2012 | Premios Tu Mundo          | Zły dalej dobry                         | Juan Pablo Reyes „JP” / Daniel Arámbula / Gael Sánchez | Relaciones Peligrosas | Nominacja |
| 2012 | Premios People en Español | Najlepszy czarny charakter              | Juan Pablo Reyes „JP” / Daniel Arámbula / Gael Sánchez | Relaciones Peligrosas | Nominacja |
| 2013 | Miami Life Awards         | Najlepszy czarny charakter w telenoweli | Juan Pablo Reyes „JP” / Daniel Arámbula / Gael Sánchez | Relaciones Peligrosas | Nominacja |
| 2013 | Premios Tu Mundo          | Najlepszy aktor drugoplanowy            | Luis „Lucho” Vampa                                     | La Patrona            | Wygrana   |

## Wybrana filmografia
- 2003: Nowa miłość (Un nuevo amor) jako Pablo de la Vega Montoya
- 2004: Soñarás jako Pablo
- 2004: Las cinco caras del amor jako Juan Ignacio
- 2009: Verano de amor (Lato miłości/hiszp. Verano De Amor) jako Mauro Villalba Duarte
- 2010: Ojo por ojo jako Arcangel Barragan
- 2010-12: Soy tu fan jako Diego García
- 2012: Relaciones Peligrosas jako Juan Pablo Reyes „JP” / Daniel Arámbula / Gael Sánchez
- 2012: La Patrona jako Luis „Lucho” Vampa
- 2014: Los Miserables jako Pedro Morales
- 2014-15: W obronie honoru (Tierra de reyes) jako Flavio Rey Gallardo